# Nguyễn Thị Mai Hoa
Nguyễn Thị Mai Hoa (sinh ngày 22 tháng 4 năm 1967) là một nữ chính trị gia người Việt Nam. Bà hiện là Phó Chủ nhiệm Ủy ban Văn hóa, giáo dục của Quốc hội, Phó Chủ tịch Nhóm nghị sĩ hữu nghị Việt Nam - México, đại biểu Quốc hội Việt Nam khóa 15 nhiệm kì 2021-2026, thuộc đoàn đại biểu Quốc hội tỉnh Đồng Tháp. 
Bà được trung ương giới thiệu ứng cử và đã trúng cử đại biểu Quốc hội năm 2016 ở đơn vị bầu cử số 2, tỉnh Đồng Tháp gồm có thành phố Cao Lãnh và các huyện: Thanh Bình, Cao Lãnh, Tháp Mười. Bà từng là đại biểu Quốc hội Việt Nam khóa 11 (2002-2007), thuộc đoàn đại biểu Nghệ An.

## Xuất thân
Bà sinh ngày 22/4/1967, quê quán ở Xã Hưng Xuân, huyện Hưng Nguyên, tỉnh Nghệ An, dân tộc Kinh, không theo tôn giáo nào. Bà hiện cư trú ở Số 1, ngõ 562/27 đường Thụy Khuê, phường Bưởi, quận Tây Hồ, thành phố Hà Nội.

## Giáo dục
- Giáo dục phổ thông: 10/10[3]
- Đại học Sư phạm[3]
- Tiến sĩ Ngữ văn[3]
- Trình độ chính trị: Cao cấp lý luận chính trị[3]

## Sự nghiệp
Ba gia nhập Đảng Cộng sản Việt Nam vào ngày 20/9/1988.
Bà từng là đại biểu Quốc hội Việt Nam khóa 11 thuộc đoàn tỉnh Nghệ An.
Khi được trung ương giới thiệu ứng cử đại biểu Quốc hội Việt Nam (lần thứ 2) khóa 14 vào tháng 5 năm 2016 bà đang là Đảng ủy viên Đảng ủy cơ quan Trung ương Hội Liên hiệp Phụ nữ Việt Nam, Bí thư Chi bộ, Trưởng ban Dân tộc - Tôn giáo Trung ương Hội liên hiệp Phụ nữ Việt Nam, làm việc ở Trung ương Hội liên hiệp Phụ nữ Việt Nam, có bằng cao cấp lí luận chính trị.
Bà đã trúng cử đại biểu Quốc hội năm 2016 ở đơn vị bầu cử số 2, tỉnh Đồng Tháp gồm có thành phố Cao Lãnh và các huyện: Thanh Bình, Cao Lãnh, Tháp Mười, được 335.540 phiếu, đạt tỷ lệ 63,27% số phiếu hợp lệ.
Bà hiện là Ủy viên Thường trực Ủy ban Văn hóa giáo dục, thanh niên, thiếu niên và nhi đồng của Quốc hội, Phó Chủ tịch Nhóm nghị sĩ hữu nghị Việt Nam - México
Bà đang làm việc ở Ủy ban Văn hóa giáo dục, thanh niên, thiếu niên và nhi đồng của Quốc hội (Đại biểu chuyên trách: Trung ương).